# Coscinodon pseudohartzii
Coscinodon pseudohartzii là một loài Rêu trong họ Grimmiaceae. Loài này được Hastings, Ignatova & Kockinger mô tả khoa học đầu tiên năm 2008.